# Microrregiones de Brasil
Una Microrregión (Microrregião en portugués) es, según la Constitución de Brasil de 1988, un agrupamiento de municipios limítrofes.
Su finalidad es integrar la organización, planificación y ejecución de las funciones públicas de interés común, definidas por leyes estatales complementarias.
A pesar de esto, generalmente las microrregiones no son definidas de esta forma. El término es mucho más conocido en función de su uso práctico por el IBGE que, para fines estadísticos y con base en similitudes económicas y sociales, divide los diversos estados de la federación brasilera en microrregiones.